# The Purge: Anarchy
The Purge: Anarchy ist ein 2014 erschienener dystopischer Thriller mit gesellschaftskritischen Untertönen. Der Film ist die Fortsetzung von The Purge – Die Säuberung aus dem Jahr 2013, erzählt aber eine neue Geschichte, die ein Jahr nach den Ereignissen des ersten Teils spielt. Wie im ersten Teil der Reihe schrieb James DeMonaco das Drehbuch und übernahm auch wieder die Regie. Der Film lief in Deutschland und Österreich am 31. Juli 2014 an.
Edwin Hodge, der im ersten Teil als The Stranger bzw. die Zielperson zu sehen war, ist der einzige Schauspieler, der seine Rolle aus dem ersten Teil erneut darstellt: Er spielt Dwayne, einen Anti-Purge-Widerstandskämpfer.

## Handlung
The Purge: Anarchy spielt zeitlich genau ein Jahr nach The Purge – Die Säuberung. Es ist der 21. März 2023, einige Stunden vor der jährlichen Purge-Nacht. Um die Kriminalitätsrate und Arbeitslosenzahl niedrig zu halten, führt die Regierung unter Führung der NFFA („New Founding Fathers of America“, zu deutsch „Neue Gründungsväter von Amerika“) – diesbezüglich erfolgreich – eine sogenannte Purge (deutsch Säuberung) durch, in der alle Verbrechen inklusive Mord legal sind. Von 19:00 Uhr abends bis 7:00 Uhr des Folgetages sind die Notrufsysteme von Polizei, Feuerwehr und Krankenhäusern nicht erreichbar. Die einzigen Regeln sind, dass hohe Regierungsbeamte ab Stufe 10 nicht in Mitleidenschaft gezogen und nur Waffen bis Stufe 4 eingesetzt werden dürfen; Abweichungen von dieser Regelung werden strafrechtlich verfolgt.
Während sich die Menschen, die nicht an der Purge teilnehmen wollen, bereits in ihren Wohnungen verbarrikadieren, eilt die Kellnerin Eva Sanchez nach Hause zu ihrem Vater Rico und ihrer Tochter Cali. Gleichzeitig fährt das Ehepaar Shane und Liz zum Haus von Shanes Schwester, um dieser zu eröffnen, dass sich das Paar scheiden lassen möchte. Sie halten an einem Lebensmittelgeschäft, wo sie von einer vermummten Bande erschreckt werden, die anscheinend nur auf den Beginn der Purge wartet. Währenddessen kommt Eva zu Hause an und verbarrikadiert die Wohnung. Die Familie übersieht jedoch, dass Rico sich heimlich aus der Wohnung geschlichen hat und draußen in eine Limousine steigt. In einem Abschiedsbrief erklärt er, dass er sich aufgrund seiner schweren Erkrankung, die kurzfristig zu seinem Tod führen wird, an eine reiche Familie für 100.000 US-Dollar als Purge-Opfer verkauft habe. Das Geld solle seiner Tochter und Enkelin ein besseres Leben bescheren.
Shane und Liz haben indes eine Autopanne, bei der sie feststellen, dass ihre Treibstoffleitung durchgeschnitten wurde. Sie erreichen niemanden, der ihnen in dieser misslichen Lage hilft, da die Purge in 45 Minuten beginnen wird. Die verantwortliche Bande zeigt sich kurz vor der Purge und das Ehepaar flüchtet zu Fuß.
Zur gleichen Zeit fährt Sergeant Leo Barnes schwer bewaffnet Richtung Downtown. Er will sich – das erfährt man jedoch erst sehr spät – an dem Mann rächen, der vor zwölf Monaten unter Alkoholeinfluss seinen Sohn totgefahren hat.
Ein betrunkener Nachbar bricht in die verbarrikadierte Wohnung von Eva und Cali ein: Er fühlt sich von Eva stets missachtet und will sich nun an ihr rächen. Bevor er jedoch dazu kommt, wird er von einer Gruppe Paramilitärs, welche der NFFA angehört und beim Purgen mitwirken soll, erschossen. Diese ziehen Eva und Cali auf die Straße und wollen sie in einen von der NFFA mit Hightech ausgestatteten Truck verfrachten. Leo sieht dies und hadert mit sich selbst, ob er den beiden helfen soll, um seine eigene Mission nicht zu gefährden. Die Wehrhaftigkeit der beiden beeindruckt ihn, sodass er sich entschließt, ihnen zu helfen. Er tötet alle Paramilitärs bis auf deren Anführer Big Daddy, welcher verletzt im Truck liegend zurückbleibt. Als Leo mit Eva und Cali zu seinem Wagen zurückgeht, stellt er fest, dass sich Shane und Liz in seinem Wagen versteckt haben. Der Versuch, sie aus dem Auto zu werfen, scheitert daran, dass Big Daddy sich wieder erhoben hat und den Wagen von der Ladefläche des Trucks aus mit einer Minigun unter Beschuss nimmt, woraufhin die fünf zusammen mit dem Auto flüchten.
Kurze Zeit später müssen sie jedoch den durch die Kugeln beschädigten Wagen verlassen. Leo will seinen Weg nun alleine weitergehen, wird aber von Eva überredet, die Gruppe zu ihrer Kollegin Tanya zu führen. Als Gegenleistung verspricht sie ihm den Wagen ihrer Kollegin. Dort angekommen scheint es wieder sicher zu sein, jedoch nutzt Tanyas Schwester die Purge aus, um sich an ihrem Lebensgefährten, der eine Affäre mit ihrer Schwester hat, zu rächen, was eine Schießerei zur Folge hat. Zur gleichen Zeit erreicht Big Daddy mit Verstärkung das Haus, nachdem er die Bewegung der Gruppe über Verkehrskameras verfolgt hat. Der Gruppe gelingt die Flucht, sie wird aber von der Bande geschnappt, die Shane und Liz verfolgt hat. Es stellt sich heraus, dass die Bande gar kein Interesse am Töten hat. Sie wurde von reichen Menschen der Oberklasse angeheuert, ihnen Opfer für ihre ganz persönliche Purge zu liefern. Die Entführten werden in ein dunkles Areal geführt, in dem sie von Menschen gejagt werden, die dafür bis zu 250.000 US-Dollar bezahlen. Der Gruppe gelingt es anfangs, sich zu behaupten und einige der reichen Angreifer zu töten. Doch als sie die letzten beiden verjagt haben, rufen die Organisatoren dieser privaten Purge das Sicherheitspersonal, welches die Gruppe um Leo angreift. Es werden immer mehr Angreifer und Shane wird von diesen erschossen. Die Lage scheint aussichtslos. Da erscheinen plötzlich zahlreiche Anti-Purge-Widerstandskämpfer, von Carmelo und Dwayne geführt, die sie retten. Liz beschließt, bei den Widerstandskämpfern zu bleiben, um Rache an den Menschen zu nehmen, die für Shanes Tod verantwortlich sind. Leo, Eva und Cali nehmen auf dem Parkplatz das Auto der Organisatorin der privaten Purge und verlassen das Gelände.
Leo fährt schließlich zum Haus von Warren Gras, dem Mann, der seinen Sohn totgefahren hat. Nach der Konfrontation mit dem Mann und seiner Frau in ihrem Schlafzimmer, verlässt er das Haus kurz vor 7:00 Uhr morgens. Vor dem Haus wird er von Big Daddy überrascht und angeschossen. Big Daddy erklärt ihm, dass die Purge noch nicht genügend Opfer in der Unterschicht erzeuge. Deswegen entsendeten die Neuen Gründerväter der NFFA zusätzlich Todesschwadronen, um die Opferzahl zu erhöhen. Er informiert Leo über eine ungeschriebene Regel der Purge, die Leo gebrochen habe: Während der Purge rette man keine anderen Menschen. Gerade als Big Daddy Leo erschießen will, wird er selber von Warren getötet, der von Leo trotz seines Hasses verschont wurde. Die von der NFFA angeheuerten, noch verbliebenen Paramilitärs zücken ihre Waffen, um alle zusammen zu erschießen, doch in dem Moment verkündet die Sirene, dass es 7:00 Uhr und die Purge damit vorbei sei. Die Mitglieder der Todesschwadron verlassen das Grundstück und Warren, Eva und Cali bringen den schwerverletzten Leo eilig ins Krankenhaus.
Der Film endet – wie schon der erste Teil – mit einer Berichterstattung über die abgelaufene Nacht.

## Veröffentlichung
Bereits vier Tage nach dem Filmstart des ersten Teils, The Purge – Die Säuberung, kündigten Universal Pictures und Produzent Jason Blum am 10. Juni 2013 eine Fortsetzung des Films an.
Der Film sollte ursprünglich bereits am 20. Juni 2014 veröffentlicht werden, der Termin wurde jedoch von Universal Pictures verschoben. Die Uraufführung erfolgte am 18. Juli 2014. In Deutschland und Österreich kam der Film erst am 31. Juli 2014 in die Kinos. The Purge: Anarchy spielte in den USA in der ersten Woche 29,8 Millionen US-Dollar ein, rund vier Millionen weniger als sein Vorgänger. Weltweit spielte der Film bis Anfang August 2014 82,5 Millionen US-Dollar ein, davon alleine 63,3 Millionen in den USA. Die Produktionskosten betrugen rund neun Millionen US-Dollar.

## Synchronisation
Die deutschsprachige Synchronisation entstand erneut bei der RC Production Kunze & Wunder GmbH & Co. KG in Berlin. Dialogbuch und Dialogregie lagen in den Händen von Dennis Schmidt-Foß.
| Rolle                            | Schauspieler        | Synchronsprecher     |
| -------------------------------- | ------------------- | -------------------- |
| Sergeant Leo Barnes              | Frank Grillo        | Oliver Siebeck       |
| Eva Sanchez                      | Carmen Ejogo        | Katrin Zimmermann    |
| Shane                            | Zach Gilford        | Jacob Weigert        |
| Liz                              | Kiele Sanchez       | Maria Koschny        |
| Cali Sanchez                     | Zoë Soul            | Giovanna Winterfeldt |
| Big Daddy                        | Jack Conley         | Marco Kröger         |
| Auktionsleiterin / Elegante Frau | Judith McConnell    | Alexandra Lange      |
| Papa Rico                        | John Beasley        | Jürgen Kluckert      |
| Carmelo                          | Michael K. Williams | Oliver Stritzel      |
| Tanya                            | Justina Machado     | Melanie Pukaß        |
| Lorraine                         | Roberta Valderrama  | Alexandra Wilcke     |
| Roddy                            | Niko Nicotera       | Robert Glatzeder     |
| Diego                            | Noel Gugliemi       | Axel Malzacher       |
| Barney                           | Cástulo Guerra      | Tobias Lelle         |
| Donald Talbot                    | Dale Dye            | Bodo Wolf            |
| Carlos                           | Nicholas Gonzalez   | Leonhard Mahlich     |
| Mr. Sabian                       | Vick Sabitjian      | Martin Keßler        |
| Oscar                            | Wiley B. Oscar      | Björn Schalla        |
| Katherine                        | Bel Hernandez       | Karin Grüger         |
| Dwayne / Dante Bishop            | Edwin Hodge         | Martin Kautz         |

## Kritik
Nach seiner Freigabe erhielt der Film im Allgemeinen gemischte Kritiken. Die meisten Kritiker sahen jedoch eine Verbesserung gegenüber dem vorherigen Film. Der Film hält derzeit 57 % positive Bewertungen bei Rotten Tomatoes, basierend auf 108 Kritiken. Auf Metacritic erreichte der Film die Punktzahl 50 von 100, basierend auf 32 Kritiken, was einer durchschnittlichen Bewertung entspricht. Filmstarts urteilte, der Film biete „Anarchie-Action statt Home-Invasion-Horror – und eine deutliche Steigerung gegenüber dem ersten Teil“.

## Fortsetzungen
Auf Grund des finanziellen Erfolges und der positiven Reaktionen kündigte Produzent Jason Blum bereits im April 2014 den dritten Teil von The Purge an. Außerdem könne er sich vorstellen, die Horror-Reihe weiter auszudehnen und ein Sequel pro Jahr zu produzieren.
Der deutsche und österreichische Kinostart des dritten Teils mit dem Titel The Purge: Election Year wurde für den 30. Juni 2016 angekündigt. Der Starttermin wurde jedoch auf den 15. September 2016 verschoben. Der erste Trailer erschien am 10. Februar 2016. In den Vereinigten Staaten lief der Film Ende Juni 2016 an. 2018 wurde das Prequel The First Purge veröffentlicht. 2021 erschien mit The Forever Purge der fünfte Teil der Reihe.